# Bathurst Island, Nunavut
Bathurst Island är en ö i Kanada.   Den ligger i territoriet Nunavut, i den norra delen av landet. Arean är 16 042 kvadratkilometer. Ön ligger i ögruppen Queen Elizabeth Islands.